# Allan Tallqvist
Allan Emil Tallqvist, född 1 maj 1910 i Lojo, död 22 februari 1970 i Helsingfors, var en finländsk författare. 
Tallqvist utgav på 1930-talet tre romaner, Topi från Sörnäs (1930), Jaska och hans tös (1931) och Stålets sång (1936). De två första romanerna är skildringar av livet i Sörnäs, där spritlangare och prostituerade utgör huvudpersonerna. Stålets sång behandlar fabriksägar- och arbetarproblem.